# Apolo Torres

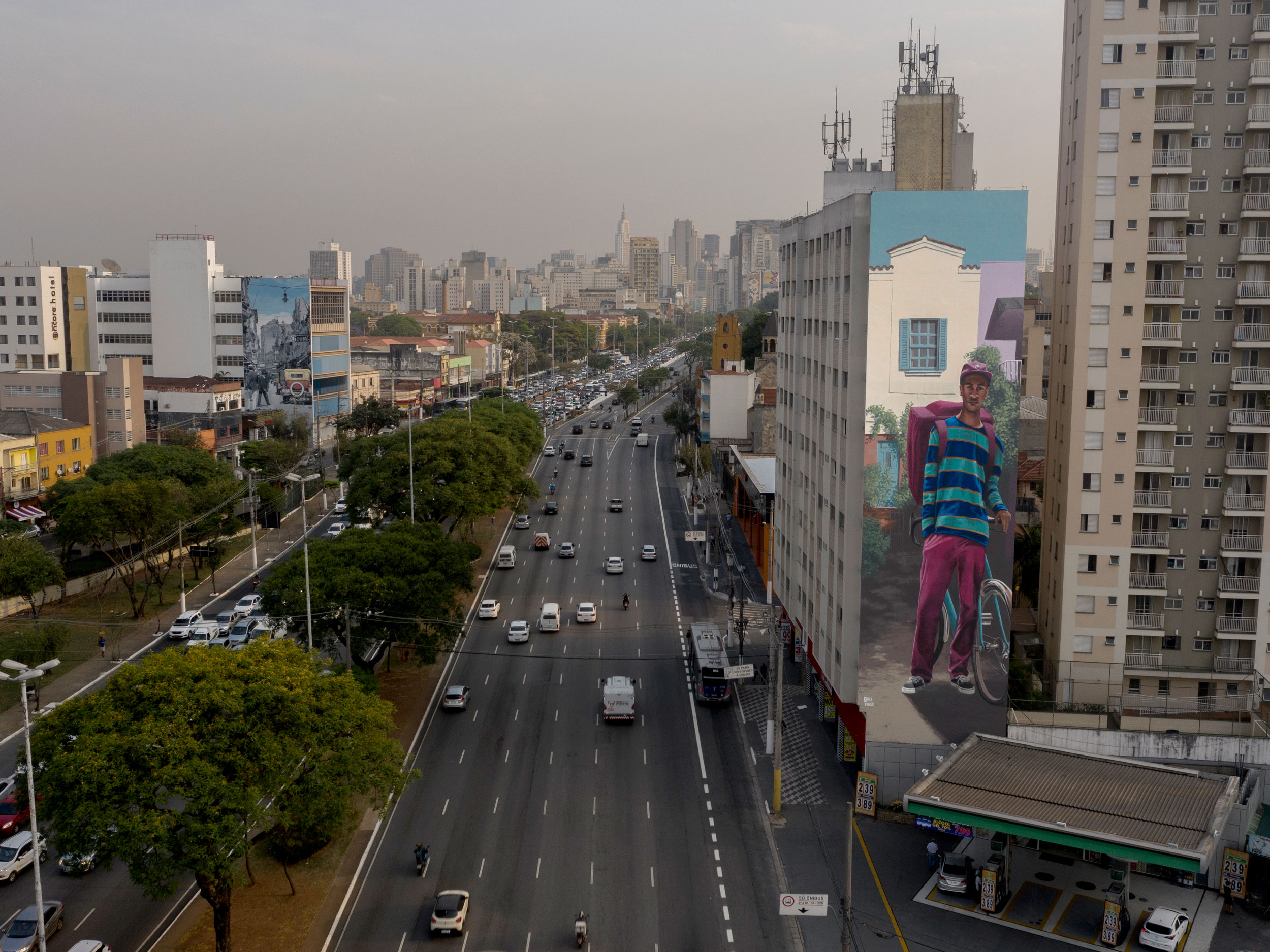
"Entregador" - Mural pintado em São Paulo para o MAR - Museu de Arte de Rua, em 2020

Apolo Torres (1986) é um artista visual e muralista brasileiro formado em Desenho Industrial no Mackenzie, estudou pintura na School of Visual Arts em Nova York e cujo trabalho dialoga com a pintura clássica, street art e arte contemporânea e que já realizou exposições individuais no Brasil e Itália, considerado um expoente do muralismo contemporâneo brasileiro. Entre as obras mais importantes, está o mural "Nina", "pintado à convite da campanha Educação Não É Crime, (...) o trabalho (...) foi financiado pela campanha homônima do jornalista iraniano Maziar Bahari e retrata ainda uma aranha, uma cobra e um escorpião, metáforas dos desafios da busca por liberdade." O intuito foi promover a luta da população iraniana pela liberdade de acesso à educação, principalmente para mulheres, mas também em prol da liberdade dos educadores. A obra "Entregador" pintada para o Museu de Arte de Rua (MAR) também em Sâo Paulo, homenageia os entregadores de aplicativo pela sua atuação fundamental durante a pandemia de coronavirus e pelo exemplo na luta por melhores condições de trabalho. 

## Exposições Individuais
- 2021 - UM DIA ANTES - Luis Maluf Art Gallery - São Paulo, Brasil
- 2018 - JANELAS - Luis Maluf Art Gallery - São Paulo, Brasil
- 2017 - TEMPERATURE - Urban Walls Brazil - Annapolis, EUA
- 2017 - AMPLITUDE - Luis Maluf Art Gallery - São Paulo, Brasil
- 2016 - OMNIPRESENÇA - Galeria A7MA - São Paulo, Brasil
- 2015 - EMERGERE - Memorie Urbane Festival - Arce, Itália
- 2011 - BONANÇA - Inspiratorium - São Paulo, Brasil
- 2010 - TEMPESTADE - Galeria Verbo - São Paulo, Brasil
- 2008 - PRESENÇA - Galeria Verbo - São Paulo, Brasil

## Festivais e Obras Públicas
- 2020 - MUSEU DE ARTE DE RUA - São Paulo, Brasil
- 2019 - BRASIL SUMMERFEST - Nova York, EUA
- 2019 - FESTIVAL LES ESCALES - Saint Nazaire, França
- 2018 - DUBAI STREET MUSEUM - Dubai, UAE
- 2018 - PIXO ASSO - Paris, França
- 2018 - ART UNITED US - Kiev, Ucrânia
- 2017 - URBAN WALLS BRAZIL - Annapolis, EUA
- 2017 - UPEA Festival - Helsinki, Finlândia
- 2017 - ART RUA - Rio de Janeiro, Brasil
- 2016 - 25 NOVEMBRE - Fondi, Terracina e Scauri - Itália
- 2016 - NOITE ILUSTRADA - São Paulo, Brasil
- 2016 - ALÉM DA RUA - Fortaleza, Brasil
- 2016 - EDUCATION IS NOT A CRIME - São Paulo - Brasil
- 2015 - MEMORIE URBANE - Arce, Formia e Gaeta - Itália
- 2015 - 23 DE MAIO - São Paulo, Brasil
- 2014 - REVIVARTE - São Paulo, Brasil